# Malo Dvorište
Malo Dvorište je naselje v občini Kozarska Dubica, Bosna in Hercegovina. 

## Deli naselja
Begovo Polje, Bućme, Džemat, Malo Dvorište, Pavići in Pralice.

## Prebivalstvo
| Pregled števila prebivalcev po letih | Pregled števila prebivalcev po letih | Pregled števila prebivalcev po letih | Pregled števila prebivalcev po letih | Pregled števila prebivalcev po letih | Pregled števila prebivalcev po letih |
| ------------------------------------ | ------------------------------------ | ------------------------------------ | ------------------------------------ | ------------------------------------ | ------------------------------------ |
| 1948                                 | 1953                                 | 1961                                 | 1971                                 | 1981                                 | 1991                                 |
| -                                    | -                                    | -                                    | 344                                  | 449                                  | 333                                  |

| Narodna sestava prebivalstva po letih                                                                                      | Narodna sestava prebivalstva po letih                                                                                         | Narodna sestava prebivalstva po letih                                                                                       |
| --- | --- | --- |
| 1971 | 1981 | 1991 |
| . skupaj: 344 Srbi 342 (99,41 %) Hrvati 1 (0,29 %) Muslimani 1 (0,29 %) Jugoslovani 0 (0,00 %) drugi in neznano 0 (0,00 %) | . skupaj: 449 Srbi 377 (83,96 %) Hrvati 1 (0,22 %) Muslimani 0 (0,00 %) Jugoslovani 59 (13,14 %) drugi in neznano 12 (2,67 %) | . skupaj: 333 Srbi 318 (95,49 %) Hrvati 1 (0,30 %) Muslimani 0 (0,00 %) Jugoslovani 14 (4,20 %) drugi in neznano 0 (0,00 %) |